# Commission des affaires constitutionnelles
Ne doit pas être confondu avec Commission du développement.
La commission des affaires constitutionnelles (AFCO) est l'une des 22 commissions et sous-commission du Parlement européen. Elle traite des questions institutionnelles, comme les traités, ou les règlements du Parlement.

## Compétences
Cette commission traite des questions ayant trait aux aspects institutionnels du processus d'intégration européenne et des négociations d'élargissement de l'Union européenne, à la mise en œuvre du Traité sur l'Union européenne, aux conséquences institutionnelles des négociations d'élargissement de l'Union européenne, à la procédure électorale uniforme, aux partis politiques au niveau européen, à la constatation de l'existence d'une violation grave et persistante par un État membre des principes communs, au règlement du Parlement.

## Présidents
| Nom              | Durée       | Pays      | Groupe politique |
| ---------------- | ----------- | --------- | ---------------- |
| Carlo Casini     | 2009-2014   | Italie    | PPE              |
| Danuta Hübner    | 2014-2019   | Pologne   | PPE              |
| Antonio Tajani   | 2019-2022   | Italie    | PPE              |
| Salvatore De Meo | 2022-2024   | Italie    | PPE              |
| Sven Simon       | depuis 2024 | Allemagne | PPE              |

## Principaux membres

### Législature 2009-2014 (première moitié)
| Nom                  | Position au sein de la commission | Pays        | Groupe politique |
| -------------------- | --------------------------------- | ----------- | ---------------- |
| Carlo Casini         | Président                         | Italie      | PPE              |
| Zita Gurmai          | Vice-présidente                   | Hongrie     | S&D              |
| Rafał Trzaskowski    | Vice-président                    | Pologne     | PPE              |
| Morten Messerschmidt | Vice-président                    | Pologne     | EFD              |
| Syed Kamall          | Vice-président                    | Royaume-Uni | ECR              |

### Législature 2014-2019
| Nom                  | Position au sein de la commission | Pays      | Groupe politique |
| -------------------- | --------------------------------- | --------- | ---------------- |
| Danuta Hübner        | Présidente                        | Pologne   | PPE              |
| Barbara Spinelli     | Vice-présidente                   | Italie    | GUE/NGL          |
| Pedro Silva Pereira  | Vice-président                    | Portugal  | S&D              |
| Morten Messerschmidt | Vice-président                    | Danemark  | CRE              |
| Markus Pieper        | Vice-président                    | Allemagne | PPE              |

### Législature 2019-2024

#### Bureau et coordination
Le bureau de la commission est composé du président et des quatre vice-présidents. Il y a un coordinateur par groupe politique.
| Nom                  | Position au sein de la commission | Pays       | Groupe politique |
| -------------------- | --------------------------------- | ---------- | ---------------- |
| Antonio Tajani       | Président                         | Italie     | PPE              |
| Gabriele Bischoff    | Vice-présidente                   | Allemagne  | S&D              |
| Charles Goerens      | Vice-président                    | Luxembourg | RE               |
| Giuliano Pisapia     | Vice-président                    | Italie     | S&D              |
| Loránt Vincze        | Vice-président                    | Roumanie   | PPE              |
| Sven Simon           | Coordinateur                      | Allemagne  | PPE              |
| Domènec Ruiz Devesa  | Coordinateur                      | Espagne    | S&D              |
| Pascal Durand        | Coordinateur                      | France     | RE               |
| Damian Boeselager    | Coordinateur                      | Allemagne  | Verts/ALE        |
| Gerolf Annemans      | Coordinateur                      | Belgique   | ID               |
| Jacek Saryusz-Wolski | Coordinateur                      | Pologne    | CRE              |
| Helmut Scholz        | Coordinateur                      | Allemagne  | GUE/NGL          |

#### Membres et suppléants
Les autres membres de la sous-commission sont : 
- Pour le PPE : Esteban González Pons (Espagne), Brice Hortefeux (France), Paulo Rangel (Portugal), Sven Simon (Allemagne), Rainer Wieland (Allemagne) ;
- Pour les S&D : Włodzimierz Cimoszewicz (Pologne), Victor Negrescu (Roumanie), Domènec Ruiz Devesa (Espagne), Pedro Silva Pereira (Portugal) ;
- Pour Renew Europe : Pascal Durand (France), Sandro Gozi (France), Guy Verhofstadt (Belgique) ;
- Pour les ID : Gerolf Annemans (Belgique), Laura Huhtasaari (Finlande), Antonio Maria Rinaldi (Italie) ;
- Pour les CRE : Geert Bourgeois (Belgique), Jacek Saryusz-Wolski (Pologne) ;
- Pour les Verts : Damian Boeselager (Allemagne), Gwendoline Delbos-Corfield (France), Daniel Freund (Allemagne) ;
- Pour la GUE : Leïla Chaibi (France), Helmut Scholz (Allemagne) ;
- Pour les non-inscrits : László Trócsányi (Hongrie).